# Ungern i olympiska sommarspelen 1932
Ungern deltog med 58 deltagare vid de olympiska sommarspelen 1932 i Los Angeles. Totalt vann de sex guldmedaljer, fyra silvermedaljer och fem bronsmedaljer.

## Medaljer

### Guld
- István Énekes - Boxning, flugvikt.
- György Piller - Fäktning, sabel.
- Endre Kabos, Attila Petschauer, Ernő Nagy, Gyula Glykais, György Piller och Aladár Gerevich - Fäktning, sabel.
- István Pelle - Gymnastik, fristående.
- István Pelle - Gymnastik, bygelhäst.
- István Barta, György Bródy, Olivér Halassy, Márton Homonnai, Sándor Ivády, Alajos Keserű, Ferenc Keserű, János Németh, Miklós Sárkány och József Vértesy - Vattenpolo.

### Silver
- Ödön Zombori - Brottning, fristil, bantamvikt.
- Károly Kárpáti - Brottning, fristil, lättvikt.
- István Pelle - Gymnastik, mångkamp.
- István Pelle - Gymnastik, barr.

### Brons
- József Tunyogi - Brottning, fristil, mellanvikt.
- Endre Kabos - Fäktning, sabel.
- Erna Bogen - Fäktning, florett.
- István Bárány, László Szabados, András Székely och András Wanié - Simning, 4 x 200 meter frisim.
- Zoltán Soós-Ruszka Hradetzky - Skytte.